# Tinostoma
Tinostoma é um gênero de mariposa pertencente à família Bombycidae.